# Ernesto Cortissoz International Airport
Ernesto Cortissoz International Airport är en flygplats i Colombia.   Den ligger i departementet Atlántico, i den norra delen av landet, 700 km norr om huvudstaden Bogotá. Ernesto Cortissoz International Airport ligger 29 meter över havet. Den ligger vid sjön Ciénaga Bahía.
Terrängen runt Ernesto Cortissoz International Airport är platt, och sluttar brant österut. Runt Ernesto Cortissoz International Airport är det tätbefolkat, med 356 invånare per kvadratkilometer. Närmaste större samhälle är Barranquilla, 8,8 km norr om Ernesto Cortissoz International Airport. Runt Ernesto Cortissoz International Airport är det i huvudsak tätbebyggt.